# Анањи
Анањи (итал. Anagni) је насеље у Италији у округу Фрозиноне, региону Лацио.
Према процени из 2011. у насељу је живело 9206 становника. Насеље се налази на надморској висини од 421 м.

## Становништво
Према резултатима пописа становништва 2011. у општини је живело 21.441 становника.
| 1936.  | 1951.  | 1961.  | 1971.  | 1981.  | 1991.  | 2001.  | 2011.  |
| ------ | ------ | ------ | ------ | ------ | ------ | ------ | ------ |
| 12.396 | 14.620 | 15.139 | 15.984 | 18.618 | 19.314 | 19.134 | 21.441 |

## Партнерски градови
- L'Isle-sur-la-Sorgue
- Гњезно